# Quetzal oreillard
Euptilotis neoxenus
Genre
Espèce
Statut de conservation UICN

 LC  : Préoccupation mineure
Le Quetzal oreillard (Euptilotis neoxenus), anciennement Trogon oreillard, est une espèce d'oiseau de la famille des Trogonidae.

## Habitat et répartition

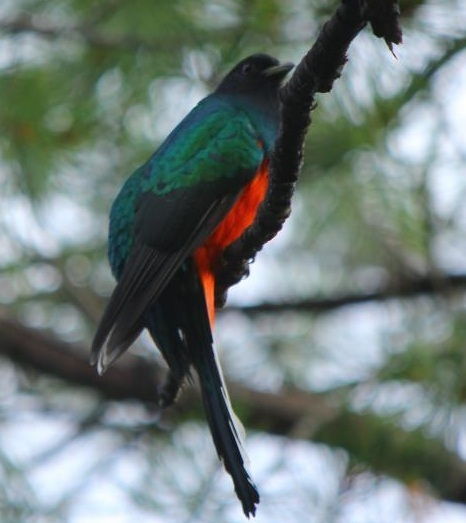

Cet oiseau vit dans les forêts de chêne et de pin de la Sierra Madre occidentale.

## Mensurations
Il mesure 33 - 36 cm.

## Alimentation
Il se nourrit surtout de baies (notamment d'Arbutus arizonica) et d'insectes.